# I-58 (submarino de 1943)
O I-58 (伊58) foi um submarino operado pela Marinha Imperial Japonesa e a última embarcação Tipo B3.

## História
A quilha do I-58 foi lançada em 26 de dezembro de 1942 no estaleiro naval de Yokosuka, e o submarino foi lançado em 30 de junho de 1943. Em 7 de setembro de 1944, o comissionamento final ocorreu sob o comando do Comandante Mochitsura Hashimoto (橋本 以 行). A arma do tombadilho foi removida em setembro para dar lugar a quatro Kaiten.
Em 30 de julho de 1945, o I-58 afundou sob Kaigun-Taisa Hashimoto Mochitsura, o cruzador pesado americano USS Indianapolis, quando estava voltando de Tinian, onde entregou componentes da bomba atômica Little Boy. I-58 derrubou um compartimento de torpedo de seis torpedos Tipo 95, dois dos quais atingiram o navio sob a torre dianteira e sob a estrutura da ponte. O navio rapidamente tombou para estibordo e afundou em apenas 12 minutos, sem que uma chamada de emergência fosse feita. Relativamente poucos barcos salva-vidas puderam ser lançados. A explosão de uma câmara de munição matou cerca de 300 membros da tripulação de 1196 forte; o resto ainda conseguiu deixar o navio. No entanto, cerca de 100 deles morreram em decorrência dos ferimentos em poucas horas.
No final da guerra, o barco entrou no porto de Goto, no Japão, e posteriormente serviu de alvo para exercícios navais. Foi o único dos três barcos da classe B3 que sobreviveu à guerra.

## Literatura
- Henry Sakaida, Gary Nila, Koji Takaki: I-400 – Japan’s Secret Aircraft Carrying Strike Submarine. Hikoki, Crowborough 2006, ISBN 1-902109-45-7.
- Japanese Naval Vessels. Band 13: Submarines Type Sen-Toko (I-400 Class and I-13 Class). Tokyo 1977.
- The Imperial Japanese Navy. Band 12: Submarines. 2. Auflage. Tokyo 1995, ISBN 4-7698-0462-8.
- Tadeusz Januszewski: Japanese Submarine Aircraft. Mushroom Publications, Redbourn 2002, ISBN 83-916327-2-5.